# Bahnstrecke Rokycany–Nezvěstice
| Kursbuchstrecke (SŽ): | 175                  |                                             |                                             |
| Streckenlänge: | 26,589 km            |                                             |                                             |
| Spurweite: | 1435 mm (Normalspur) |                                             |                                             |
| Streckengeschwindigkeit: | 50 km/h              |                                             |                                             |
| |                      |                                             |                                             |
| \| \| \| von Furth im Wald (vorm. BWB) \| \| \| \| 0,000 \| Rokycany früher Rockitzan \| Rokycany früher Rockitzan \| \| \| \| nach Praha-Smíchov (vorm. BWB) \| \| \| \| 0,790 \| Rokycany předměstí \| Rokycany předměstí \| \| \| \| vlečka Kovohutě \| \| \| \| 2,393 \| Kamenný Újezd u Rokycan früher Stein Aujezd \| Kamenný Újezd u Rokycan früher Stein Aujezd \| \| \| \| vlečka Železárny Hrádek \| \| \| \| 3,934 \| Nová Huť früher Neuhütten bei Rockitzan \| Nová Huť früher Neuhütten bei Rockitzan \| \| \| 5,162 \| Hrádek u Rokycan früher Hradek-Dobřiv \| Hrádek u Rokycan früher Hradek-Dobřiv \| \| \| \| Strousberg-Bahn (nie fertiggestellt) \| \| \| \| 7,457 \| Mirošov früher Miröschau \| Mirošov früher Miröschau \| \| \| 8,972 \| Mirošov město früher Miröschau Stadt \| Mirošov město früher Miröschau Stadt \| \| \| 11,444 \| Příkosice zastávka \| Příkosice zastávka \| \| \| 13,017 \| Příkosice früher Příkosic \| Příkosice früher Příkosic \| \| \| 15,587 \| Mešno \| Mešno \| \| \| 17,406 \| Lipnice früher Mešno-Lipnic \| Lipnice früher Mešno-Lipnic \| \| \| 19,486 \| Kornatice früher Kornatitz \| Kornatice früher Kornatitz \| \| \| 21,208 \| Kornatice rybník \| Kornatice rybník \| \| \| 23,775 \| Šťáhlavice \| Šťáhlavice \| \| \| \| Úslava \| \| \| \| \| von Plzeň hl.n. (vorm. KFJB) \| \| \| \| 26,589 \| Nezvěstice früher Nezwěstitz \| Nezvěstice früher Nezwěstitz \| \| \| \| nach České Budějovice (vorm. KFJB) \| \| |                      |                                             |                                             |
| Strecke |                      | von Furth im Wald (vorm. BWB)               | von Furth im Wald (vorm. BWB)               |
| Bahnhof | 0,000                | Rokycany früher Rockitzan                   | Rokycany früher Rockitzan                   |
| Abzweig geradeaus und nach links |                      | nach Praha-Smíchov (vorm. BWB)              | nach Praha-Smíchov (vorm. BWB)              |
| Haltepunkt / Haltestelle | 0,790                | Rokycany předměstí                          | Rokycany předměstí                          |
| Abzweig geradeaus und nach rechts |                      | vlečka Kovohutě                             | vlečka Kovohutě                             |
| Haltepunkt / Haltestelle | 2,393                | Kamenný Újezd u Rokycan früher Stein Aujezd | Kamenný Újezd u Rokycan früher Stein Aujezd |
| Abzweig geradeaus und nach links |                      | vlečka Železárny Hrádek                     | vlečka Železárny Hrádek                     |
| Haltepunkt / Haltestelle | 3,934                | Nová Huť früher Neuhütten bei Rockitzan     | Nová Huť früher Neuhütten bei Rockitzan     |
| Haltepunkt / Haltestelle | 5,162                | Hrádek u Rokycan früher Hradek-Dobřiv       | Hrádek u Rokycan früher Hradek-Dobřiv       |
| Abzweig geradeaus und ehemals nach links |                      | Strousberg-Bahn (nie fertiggestellt)        | Strousberg-Bahn (nie fertiggestellt)        |
| Bahnhof | 7,457                | Mirošov früher Miröschau                    | Mirošov früher Miröschau                    |
| Haltepunkt / Haltestelle | 8,972                | Mirošov město früher Miröschau Stadt        | Mirošov město früher Miröschau Stadt        |
| Haltepunkt / Haltestelle | 11,444               | Příkosice zastávka                          | Příkosice zastávka                          |
| Bahnhof | 13,017               | Příkosice früher Příkosic                   | Příkosice früher Příkosic                   |
| Haltepunkt / Haltestelle | 15,587               | Mešno                                       | Mešno                                       |
| Haltepunkt / Haltestelle | 17,406               | Lipnice früher Mešno-Lipnic                 | Lipnice früher Mešno-Lipnic                 |
| Haltepunkt / Haltestelle | 19,486               | Kornatice früher Kornatitz                  | Kornatice früher Kornatitz                  |
| Haltepunkt / Haltestelle | 21,208               | Kornatice rybník                            | Kornatice rybník                            |
| Haltepunkt / Haltestelle | 23,775               | Šťáhlavice                                  | Šťáhlavice                                  |
| Brücke über Wasserlauf |                      | Úslava                                      | Úslava                                      |
| Abzweig geradeaus und von rechts |                      | von Plzeň hl.n. (vorm. KFJB)                | von Plzeň hl.n. (vorm. KFJB)                |
| Bahnhof | 26,589               | Nezvěstice früher Nezwěstitz                | Nezvěstice früher Nezwěstitz                |
| Strecke |                      | nach České Budějovice (vorm. KFJB)          | nach České Budějovice (vorm. KFJB)          |

Die Bahnstrecke Rokycany–Nezvěstice ist eine regionale Eisenbahnverbindung in Tschechien, deren zwei Teilstrecken ursprünglich von der Miröschauer Steinkohlengewerkschaft und den k.k. priv. Böhmischen Commercialbahnen (BCB) erbaut wurde. Sie verläuft von Rokycany (Rokitzan) über Mirošov (Miröschau) nach Nezvěstice (Nezwěstitz).
Nach einem Erlass der tschechischen Regierung ist die Strecke seit dem 20. Dezember 1995 als regionale Bahn („regionální dráha“) klassifiziert.

## Geschichte
Der Abschnitt Rokitzan–Miröschau wurde am 27. Mai 1869 als Montanbahn der Miröschauer Steinkohlengewerkschaft eröffnet. Sie verband die bei Miröschau gelegenen Steinkohlenbergwerke Margarethaschacht, Leopoldinenschacht, Friedrichschacht und Gustavschacht mit der Hauptstrecke der Böhmischen Westbahn bei Rockitzan. Betreiber der auch als Miröschauer Gewerksbahn bezeichneten Strecke war die k.k. priv. Böhmische Westbahn (BWB).
Die Konzession für die Lokalbahn Nezvěstitz–Miröschau erhielten die Gründer der BCB, die Bauunternehmer Johann Muzika und Karl Schnabel am 9. Mai 1881 gemeinsam mit den Strecken Königgrätz–Wostroměř, Sadowa–Smiřic, Nimburg–Jičín, Křinec–Königstadtl, Kopidlno–Libaň und Nusle–Modřan. Teil der Konzession war die Verpflichtung, die Strecken bis zum 1. September 1882 „zu vollenden und dem öffentlichen Verkehre zu übergeben“. Ausgestellt war die Konzession bis zum 8. Mai 1971. Eröffnet wurde die Strecke am 1. Juli 1882. Den Betrieb führte die BCB selbst aus. Der Personenverkehr über die Gesamtstrecke Rokitzan–Nezvěstitz wurde am 15. Juni 1889 aufgenommen.
Im Jahr 1912 wies der Fahrplan der Lokalbahn fünf gemischte Zugpaare 2. und 3. Klasse zwischen Rockitzan und Miröschau Stadt aus, von denen eines nach Nezwěstitz durchgebunden war. Ein weiteres Zugpaar gab es in der Relation Miröschau–Nezwěstitz. Sie benötigten für die 27 Kilometer lange Strecke etwa 1,5 Stunden.
Im Zweiten Weltkrieg lag die Strecke zur Gänze im Protektorat Böhmen und Mähren. Betreiber waren jetzt die Protektoratsbahnen Böhmen und Mähren (ČMD-BMB). Am 9. Mai 1945 kam die Strecke wieder vollständig zu den ČSD.
Am 1. Januar 1993 ging die Strecke im Zuge der Auflösung der Tschechoslowakei an die neu gegründeten České dráhy (ČD) über. Seit 2003 gehört sie zum Netz des staatlichen Infrastrukturbetreibers Správa železniční dopravní cesty (SŽDC).
Im Fahrplan 2012 wird die Strecke täglich im Zweistundentakt von Personenzügen in den Relationen Rokycany–Příkosice und Příkosice–Nezvěstice bedient. Werktags verdichten weitere Züge das Angebot zu einem teilweisen Stundentakt.